# Enterprise (wahadłowiec)

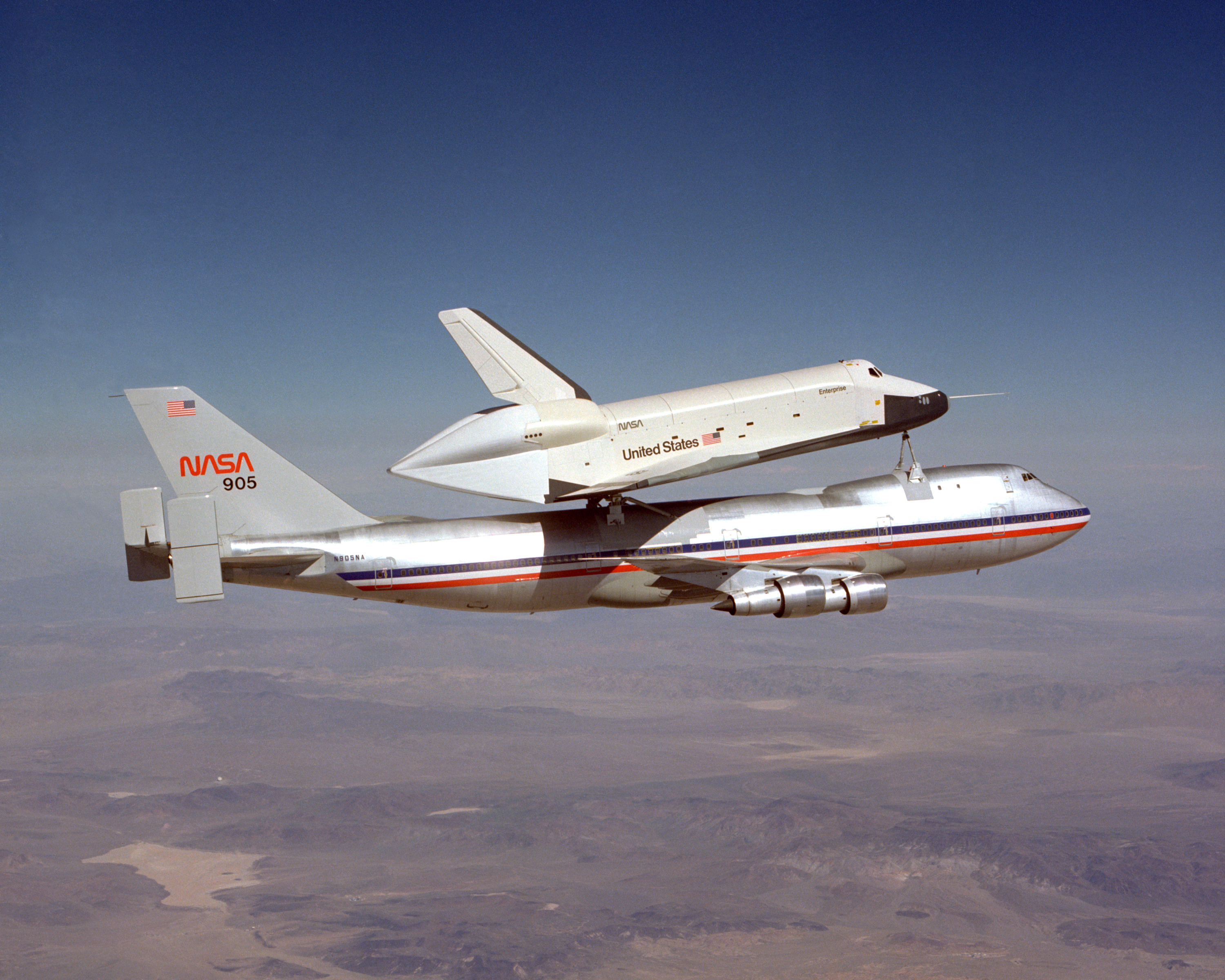
Prom Enterprise transportowany przez zmodyfikowanego Boeinga 747

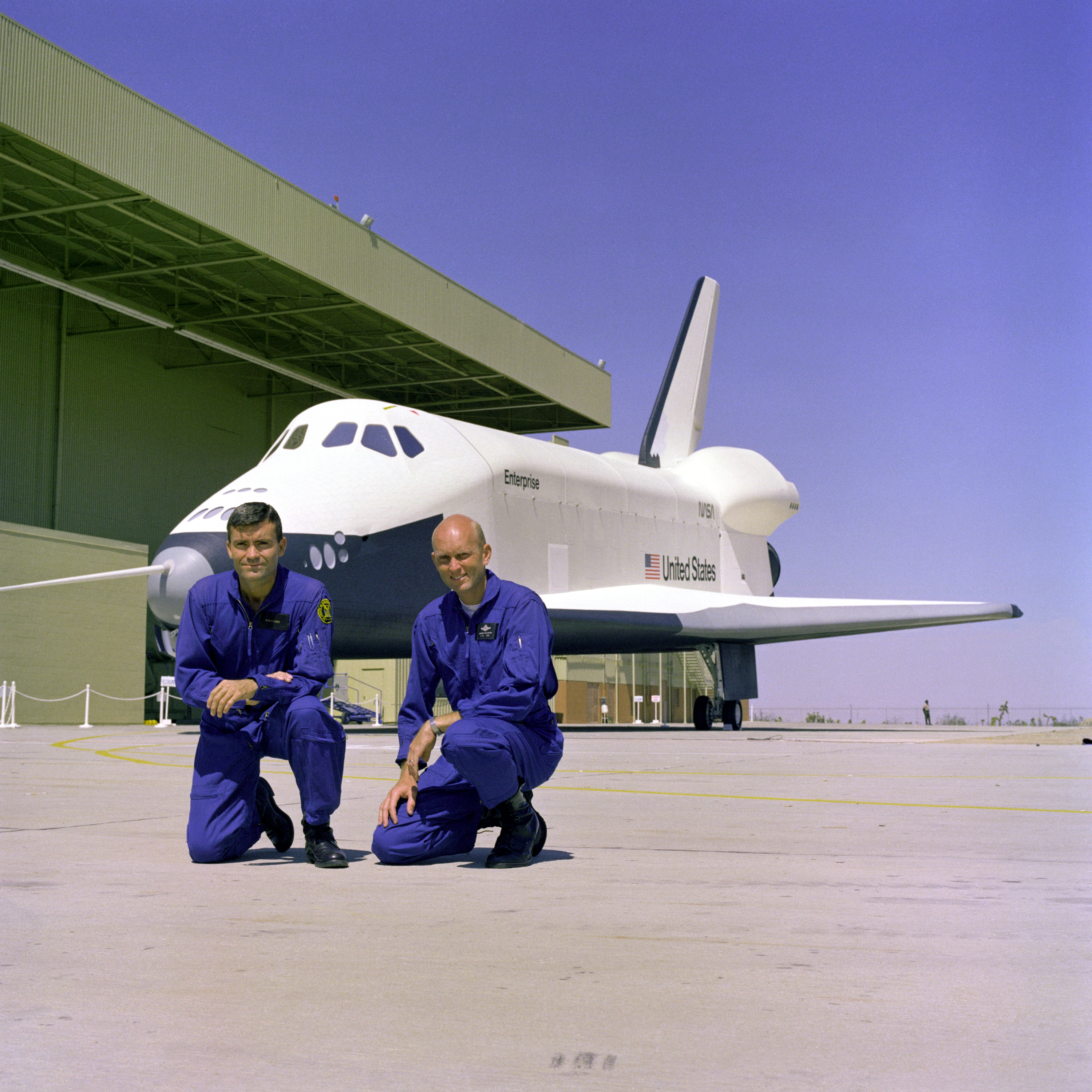
Haise i Fullerton na tle orbitera Enterprise

Enterprise – pierwszy amerykański prom kosmiczny. Początkowo planowano nadać mu nazwę Constitution (Konstytucja). Jednak ponad 10 tysięcy miłośników serialu telewizyjnego Star Trek wystosowało petycję do prezydenta Forda, aby pierwszy wahadłowiec został nazwany tak, jak statek kosmiczny z serialu – Enterprise. W wyniku interwencji prezydenta NASA zmieniła decyzję. Jego budowę ukończono 17 września 1976 roku. Jest to prototyp, który nigdy nie osiągnął orbity – służył jedynie jako prom ćwiczebny, umożliwiający naukę lądowania bez silników i obserwacje zachowania orbitera w atmosferze. Wszystkie próby przeprowadzono w Dryden Flight Research Center w Kalifornii. Po katastrofie promu Columbia wycięty fragment ze skrzydła wahadłowca posłużył do ustalenia przyczyn wypadku.
 Do jego transportu używano zmodyfikowanego samolotu Boeing 747.

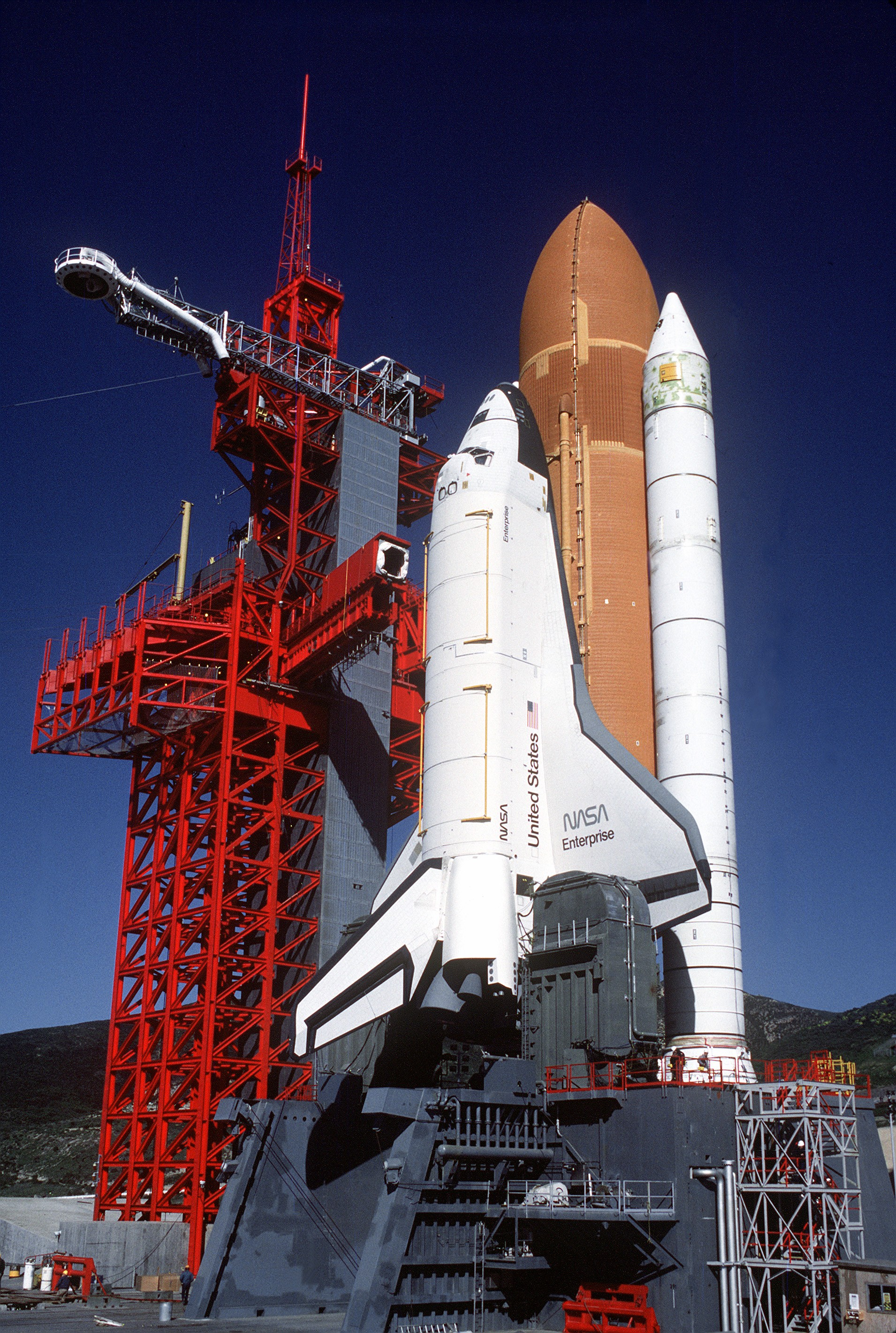
Enterprise na „śliskiej szóstce” (SLC-6) w Kalifornii

Początkowo planowano przystosowanie Enterprise do lotu orbitalnego, jednak ze względu na poczynione w międzyczasie zmiany w konstrukcji orbitera i związane z tym duże koszty przebudowy zrezygnowano z tego. Zamiast niego do konfiguracji operacyjnej przekształcono egzemplarz służący do testów statycznych, nazwany później Challenger. Jednak Enterprise był również użyty do sprawdzenia wyrzutni SLC-6 w kosmodromie Vandenberg w Kalifornii, który miał być użyty do startów promów kosmicznych (po 1986 wycofano taką możliwość), a który jest używany przez rakiety Delta IV.
W lipcu 2012 Enterprise został przeniesiony do Nowego Jorku i znajduje się na pokładzie lotniskowca Intrepid jako osobna ekspozycja. Wcześniej znajdował się w Steven F. Udvar-Hazy Center, będącym częścią National Air and Space Museum w Waszyngtonie. Tam został zastąpiony przez prom Discovery.

## Testowe loty Enterprise
| Testowy lot              | Data                 | Szybkość | Wysokość | Załoga                           | Czas trwania  | Uwagi                                                    |
| ------------------------ | -------------------- | -------- | -------- | -------------------------------- | ------------- | -------------------------------------------------------- |
| Taxi Test #1             | 15 lutego 1977       | 143 km/h | –        | –                                | –             | Dołączony ogon                                           |
| Taxi Test #2             | 15 lutego 1977       | 225 km/h | –        | –                                | –             | Dołączony ogon                                           |
| Taxi Test #3             | 15 lutego 1977       | 253 km/h | –        | –                                | –             | Dołączony ogon                                           |
| Captive-Inert Flight #1  | 18 lutego 1977       | 462 km/h | 4877 m   | brak                             | 2 godz 5 min  | Dołączony ogon, lądowanie z 747                          |
| Captive-Inert Flight #2  | 22 lutego 1977       | 528 km/h | 6888 m   | brak                             | 3 godz 13 min | Dołączony ogon, lądowanie z 747                          |
| Captive-Inert Flight #3  | 25 lutego 1977       | 684 km/h | 8108 m   | brak                             | 2 godz 28 min | Dołączony ogon, lądowanie z 747                          |
| Captive-Inert Flight #4  | 28 lutego 1977       | 684 km/h | 8707 m   | brak                             | 2 godz 11 min | Dołączony ogon, lądowanie z 747                          |
| Captive-Inert Flight #5  | 2 marca 1977         | 763 km/h | 9144 m   | brak                             | 1 godz 39 min | Dołączony ogon, lądowanie z 747                          |
| Captive-Active Flight #1 | 18 czerwca 1977      | 335 km/h | 4563 m   | Fred Haise, Ch. Gordon Fullerton | 55 min 46 s   | Dołączony ogon, lądowanie z 747                          |
| Captive-Active Flight #2 | 28 czerwca 1977      | 499 km/h | 6715 m   | Joe Engle, Richard Truly         | 62 min 0 s    | Dołączony ogon, lądowanie z 747                          |
| Captive-Active Flight #3 | 26 lipca 1977        | 501 km/h | 9233 m   | Fred Haise, Ch. Gordon Fullerton | 59 min 53 s   | Dołączony ogon, lądowanie z 747                          |
| ALT-1                    | 12 sierpnia 1977     | 499 km/h | 7346 m   | Fred Haise, Ch. Gordon Fullerton | 5 min 21 s    | Dołączony ogon, lądowanie na płycie wyschniętego jeziora |
| ALT-2                    | 13 września 1977     | 499 km/h | 7925 m   | Joe Engle, Richard Truly         | 5 min 28 s    | Dołączony ogon, lądowanie na płycie wyschniętego jeziora |
| ALT-3                    | 23 września 1977     | 467 km/h | 7529 m   | Fred Haise, Ch. Gordon Fullerton | 5 min 34 s    | Dołączony ogon, lądowanie na płycie wyschniętego jeziora |
| ALT-4                    | 12 października 1977 | 447 km/h | 6828 m   | Joe Engle, Richard Truly         | 2 min 34 s    | Ogon odłączony, lądowanie na płycie wyschniętego jeziora |
| ALT-5                    | 26 października 1977 | 456 km/h | 5791 m   | Fred Haise, Ch. Gordon Fullerton | 2 min 1 s     | Ogon odłączony lądowanie na lotnisku                     |

- Uwaga -  ALT (Approach and Landing Test, próby podejścia i lądowania) - seria testów wahadłowca, które w roku 1977 przeprowadzono z prototypem. Ich celem było poznanie zachowania wahadłowca podczas lotu w atmosferze i w trakcie manewru schodzenia.

- Załoga samolotu Boeing-747 (SCA – Shuttle Carrier Aircraft):
  - Fitzhugh L. Fulton, Jr., pilot
  - Thomas C. McMurtry, pilot
  - Louis E. Guidry, Jr., inżynier pokładowy
  - Victor W. Horton, inżynier pokładowy